# Scânteiești
Scânteiești – wieś w Rumunii, w okręgu Gałacz, w gminie Scânteiești. W 2011 roku liczyła 926 mieszkańców.